# Ružno pače
Ružno pače (pravo ime Žan Pasarić), slovenski glasbenik in grafični oblikovalec, * 2001, Celje
Je vokalist/multiinštrumentalist, ki trenutno izdaja pop punk in hiperpop glasbo. Leta 2020 je izdal kritiško hvaljeni album Hentai, spid & emo pank!. Njegovo umetniško ime je hrvaški izraz za Grdega račka.

## Diskografija

### Studijski albumi
- Hentai, spid & emo pank! (2020)